# Peter Minuit
Peter Minuit, född mellan 1580 och 1589 i Wesel i nuvarande Tyskland, död 5 augusti 1638 på Saint Kitts i Västindien, var Nederländska Västindiska Kompaniets tredje guvernör för kolonin Nya Nederländerna i Nordamerika. Han är främst känd för köpet av Manhattan den 24 maj 1626 från den lokala indianstammen, samt för grundandet av den svenska kolonin Nya Sverige 1638.

## Biografi

### Uppväxt
Minuits föräldrar Jan och Sara var protestantiska valloner (hugenotter) från Tournai i nuvarande Belgien som 1581 flytt till Wesel på grund av religionsförföljelse i dåvarande Spanska Nederländerna. Han växte upp i ett välbeställt köpmannahus. 
Minuit gifte sig 20 augusti 1613 med Gertrud Raedt, en kvinna från den välbärgade inflytelserika släkten Huygen. 1614-1629, under trettioåriga kriget, var staden ockuperad av spanska trupper, något som ruinerade Minuit. Han tros därför 1623/1624 ha flyttat från Wesel till nederländska Utrecht (alternativt Amsterdam), där han genom hustruns släkt fick anställning i Nederländska Västindiska Kompaniet.

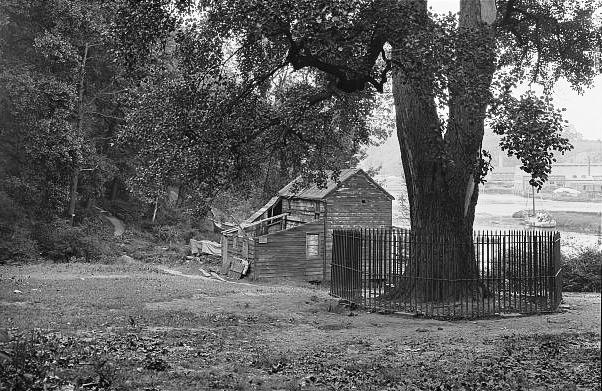
Tulpanträdet under vilket lenape-stammens försäljning av Manhattan sägs ha genomförts 1626. Foto från 1913.

### Nya Nederländerna
I december 1625 utnämndes han av Nederländska Västindiska Kompaniet till Nya Nederländernas tredje guvernör. Han avseglade från den frisiska ön Texel 9 januari  nästföljande år och anlände till den nederländska kolonins huvudstad Nya Amsterdam 4 maj 1626. Staden bestod då i princip bara av ett fort – Fort Amsterdam – på sydänden av Manhattan. Redan 20 dagar senare ska han ha köpt hela ön från lokala indianer, troligen en grupp lenape-indianer från meotac-stammen på Long Island, för varor värda 60 gulden (vilket motsvarar cirka tusen dollar idag). Siffran nämns i ett brev 1626 från en styrelsemedlem i Nederländska Västindiska Kompaniet, Pieter Janszoon Schagen till Generalstaterna (det nederländska parlamentet). Även om kolonin växte kraftigt under Minuits guvernörskap kom han snart i konflikt med vissa av kolonisterna, och detta ledde till att han 1631 kallades hem till Amsterdam och därefter avsattes från sin post. 

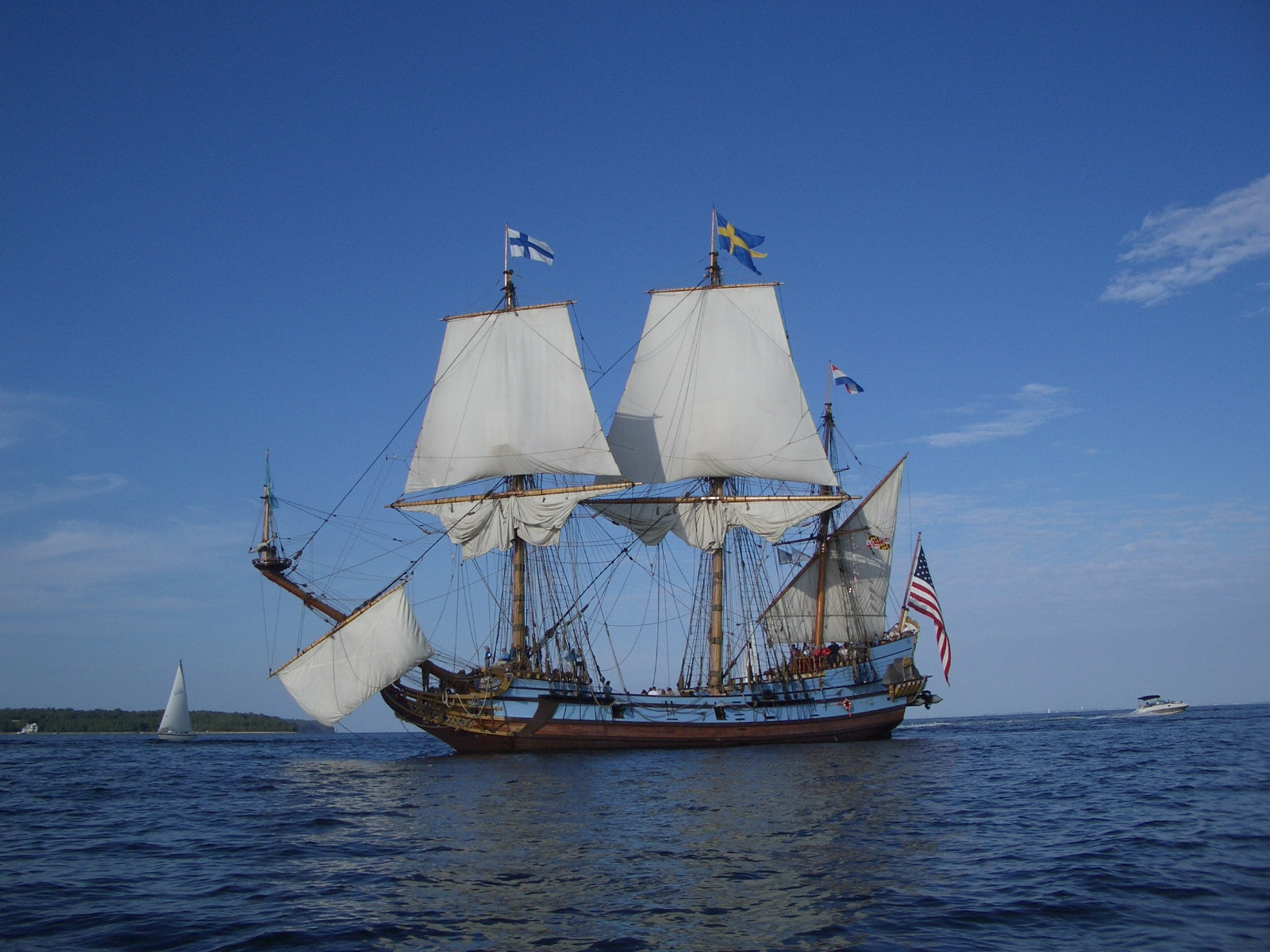
Kalmar Nyckel var ett av fartygen under Peter Minuits befäl, när Sverige 1637/1638 skulle bli en kolonialmakt. Foto på den år 1997 byggda replikan, hemmahörande i Wilmington, Delaware.

### Nya Sverige
Han återvände till Europa året därpå och träffade snart Willem Usselincx, som varit en av Nederländska Västindiska Kompaniets grundare men som blivit mycket besviken på den inriktning bolaget fick när Generalstaterna tog över det. Usselincx, som sedan 1624 arbetat med svenska regeringen för att skapa ett svenskt handelskompani för utomeuropeisk handel (Söderkompaniet), tipsade Minuit om att Sverige var på jakt efter en koloni i Nordamerika och satte honom i kontakt med Samuel Blommaert, en nederländsk köpman som varit en av cheferna för Nederländska Västindiska Kompaniet och som 1635 ombetts av Axel Oxenstierna att hjälpa Sverige att etablera en koloni.
Blommaert utsåg Minuit till ledare av den svensk-nederländska expeditionen, och våren 1637 for Peter Minuit för första gången till Sverige, till Stockholm, och presenterade planerna för anläggande av en koloni vid Delawarefloden. Den första expeditionen, bestående av de två fartygen Kalmar Nyckel och Fågel Grip (tillhörande Söderkompaniet), med besättning och varor från Nederländerna, lämnade Göteborg hösten 1637 under Minuits befäl och ankom till Delawarefloden i mars 1638. Där inledde Minuit underhandlingar med de lokala indianerna och gjorde 29 mars 1638 det första landköpet, vilket blev början till den svenska kolonin Nya Sverige. Minuit blev också kolonins förste guvernör.
Efter att ha färdigställt Fort Christina avreste Minuit och de två fartygen ett par månader senare mot Sverige för att hämta nästa grupp kolonister. Minuit utsåg då Måns Nilsson Kling till sin ställföreträdare. Minuits expedition gjorde en avstickare till Västindien för att ta ombord en last tobak, vilket skulle göra resan mer lönande. Under en orkan vid St. Christopher avled emellertid Minuit, så de två fartygen fick fortsätta till Sverige utan honom.

## Eftermäle
Peter Minuit har blivit omskriven som mycket duligt och driftig, åtminstone i äldre forskning. Senare har man noterat han vid grundandet av Nya Sverige i stort sett kopierade mönstret från etablerandet av Nya Amsterdam – landköp från lokala hövdingar, byggen av fort och pälsköp från indianerna för skeppning hem till Europa. Däremot var förutsättningarna för Nya Sverige helt annorlunda, eftersom han då inte hade stöd av någon stark högsjömakt; samtidigt etablerade han en koloni i ett område som både England och Nederländerna gjorde anspråk på.
I New York är Peter Minuit än idag ett välkänt namn, och han är ihågkommen genom ett antal lokala namngivningar:
- Peter Minuit Playground – en lekplats mellan East 108 St. och East 109 Street[6]
- Peter Minuit School (Public Shool 108) – en allmän grundskola bredvid lekplatsen[6]
- Peter Minuit Chapter – New Yorks lokalavdelning av den historiska rikstäckande föreningen DAR - Daughters of the American Revolution[7]
- Peter Minuit Plaza – en öppen plats och kommunikationslänk (mellan tunnelbana, cykel, buss och färja) vid Battery Park på sydligaste Manhattan[8]

Därutöver finns en minnesskylt i Inwood Hill Park, där köpet av Manhattan sägs ha ägt rum, samt en informationstavla i Battery Park som presenterar köpet. I Minuits tyska hemstad Wesel finns en minnestavla på Moltkestraße.